# Удод, Михаил Сергеевич
Михаил Сергеевич Удод (укр. Михайло Сергійович Удод; род. 17 февраля 1997, Украина) — украинский футболист, нападающий. Участник Летней Универсиады 2019 года.

## Клубная карьера
Родился 17 февраля 1997 года. Начал заниматься футболом в шесть лет в кременчугском «Кремене» у тренера Александра Янковского. После чего, в 13-летнем возрасте поступил в Республиканское высшее училище физической культуры (РВУФК). За РВУФК с 2010 по 2014 год выступал в детско-юношеской футбольной лиге Украины.
После окончания училища присоединился к киевскому «Динамо». В сезоне 2014/15 дебютировал в чемпионате Украины среди юношеских команд, а спустя сезон — в молодёжном первенстве страны. В составе юношеской команды становился серебряным призёром первенства Украины 2014/15 и его победителем в сезоне 2015/16. В 2015 году выступал за «Динамо-2» в Первой лиге Украины.
В феврале 2017 года перешёл на правах годичной аренды в полтавскую «Ворсклу», где выступал за дублирующий состав. Спустя год заключил контракт с краматорским «Авангардом», выступающем в Первой лиге Украины. Покинул команду в январе 2019 года.
В августе 2019 года стал игроком «Кремня». Зимой 2020 года находился на просмотре в луцкой «Волыни».
В марте 2020 года подписал контракт с киргизским клубом «Каганат», который впервые получил право играть в чемпионате Кыргызстана. Дебют в местном чемпионате для Удода состоялся в 14 марта 2020 года в матче против «Алги» (0:0). Накануне старта сезона 2020/21 присоединился к ВПК-Агро, готовящемуся к первому в своей истории сезону в Первой лиге Украины.
В январе 2021 года подписал годичный контракт с самаркандским «Динамо».

## Карьера в сборной
В качестве студента Национального университета физического воспитания и спорта Украины вызывался в стан студенческой сборной Украины. В конце мая 2019 года в составе команды стал победителем международного турнира «Карпатское пространство», организованного Всеукраинской футбольной ассоциации студентов. В июле 2019 года главный тренер сборной Анатолий Бузник включил Удода в заявку Украины на Летнюю Универсиаду в Неаполе. Украина по итогам турнира заняла шестое место.

## Статистика
| Сезон   | Клуб                  | Лига                  | Чемпионат | Чемпионат | Кубок | Кубок | U-21 | U-21 | U-19 | U-19 |
| Сезон   | Клуб                  | Лига                  | Игры      | Голы      | Игры  | Голы  | Игры | Голы | Игры | Голы |
| ------- | --------------------- | --------------------- | --------- | --------- | ----- | ----- | ---- | ---- | ---- | ---- |
| 2014/15 | Динамо (Киев)         | Премьер-лига Украины  |           |           |       |       |      |      | 19   | 4    |
| 2015/16 | Динамо (Киев)         | Премьер-лига Украины  |           |           |       |       | 1    | 0    | 12   | 4    |
| 2015/16 | → Динамо-2            | Первая лига Украины   | 12        | 0         |       |       |      |      |      |      |
| 2016/17 | Динамо (Киев)         | Премьер-лига Украины  |           |           |       |       | 6    | 1    |      |      |
| 2016/17 | Ворскла               | Премьер-лига Украины  |           |           |       |       | 11   | 0    |      |      |
| 2017/18 | Ворскла               | Премьер-лига Украины  |           |           |       |       | 9    | 0    |      |      |
| 2017/18 | Авангард (Краматорск) | Первая лига Украины   | 8         | 0         |       |       |      |      |      |      |
| 2018/19 | Авангард (Краматорск) | Первая лига Украины   | 7         | 0         | 1     | 0     |      |      |      |      |
| 2019/20 | Кремень               | Первая лига Украины   | 13        | 0         | 2     | 0     |      |      |      |      |
| 2020    | Каганат               | Чемпионат Кыргызстана | 1         | 0         |       |       |      |      |      |      |
| 2020/21 | ВПК-Агро              | Первая лига Украины   | 13        | 0         | 2     | 0     |      |      |      |      |
| 2020/21 | Динамо (Самарканд)    | Чемпионат Узбекистана | 2         | 0         | 3     | 1     |      |      |      |      |